# 埔心鄉北四堡

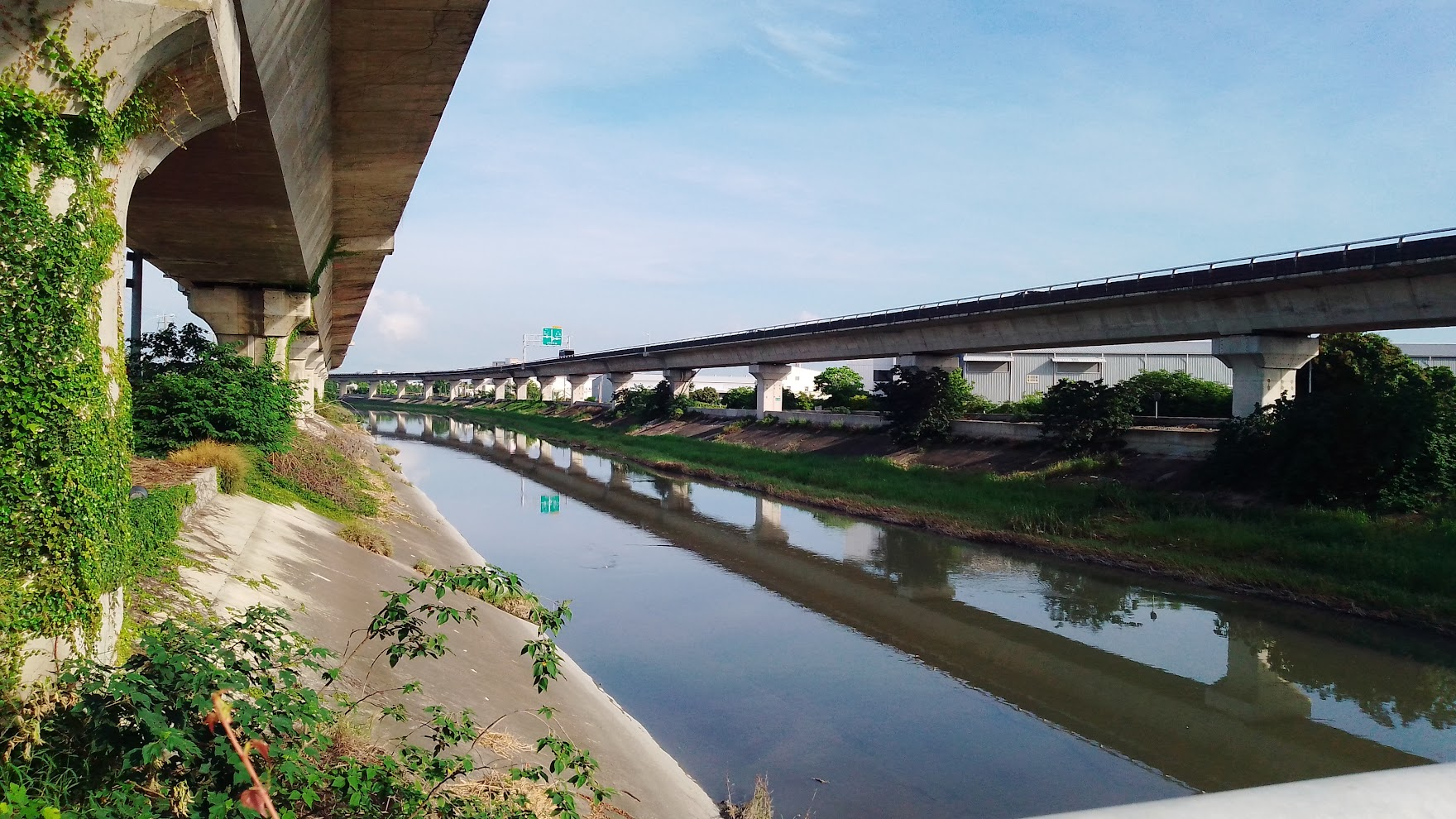

埔心鄉北四堡，指的是埔心鄉境內北邊的四個村落，梧鳳村、二重村、埤霞村與埤腳村，這四個村落位於員林大排水埔心段的沿岸，有埤霞橋與梧鳳橋，聯絡四個村落。

## 自然景觀
- 埤霞村茄苳公，樹齡約兩百多年，位於埤霞村二抱路一段西側，每年農曆8月20日為茄苳公紀念日[2]。
- 埤腳村菜寮榕樹公，樹齡約一百多歲，共有三棵榕樹組成，位於五龍宮後方，地處埔心、埔鹽、大村交界處[2]。
- 梧鳳長老教會前茄苳樹，樹齡約一百五十多歲[3]。

## 民宅聚落
- 黃三元故居(二重村)，為台灣早期歌手黃三元的老家，以埔心二重湳黃義故居登錄為彰化縣歷史建築。[4]
- 南昌堂(二重村)，為黃學孔公之後代子孫所建，此公廳建於西元1938年[2]。設有彰化縣南昌堂客家文化保存推廣協會[5]。
- 江夏堂(二重村)
- 繼昌堂(埤霞村)，為民選第一屆埔心鄉長黃耀坤的古厝，埔心北管樂團也在此創辦。[6]
- 埤腳湳底五座厝
- 埤腳菜寮江夏堂
- 梧鳳衍慶堂

## 信仰中心
- 五通宮，供奉五顯大帝，為全台五顯大帝之祖廟，每年農曆9月28日，是五顯大帝的聖誕[7]。
- 五龍宮，由五通宮分靈而來。
- 聖玄會媽宮，主祀天上聖母[8]。
- 梧鳳基督長老教會

## 文教學校
- 鳳霞國民小學。學區範圍：二重村、埤霞村、埤腳村（1~7鄰）、芎蕉村14鄰自由學區（自由就讀鳳霞、舊館國小）[9]

- 梧鳳國民小學。學區範圍：梧鳳村、埤腳村（8~13鄰）※溪湖鎮中竹里可彈性就讀[9]

## 知名人物
- 黃三元，為台灣早期歌手，以「素蘭小姐要出嫁」成名[10][11]。